# Marin Soljačić
Marin Soljačić ([né le 7 février 1974) est un physicien croate et un ingénieur électricien connu pour l'invention du transfert d'énergie non radiative sans fil. (WiTricité) 

## Biographie
Marin Soljačić est né à Zagreb, Croatie, en 1974. Après avoir été diplômé au XV. Gimnazija de Zagreb (MIOC), il reçoit une bourse pour le MIT, où il finit son premier cycle universitaire en physique et ingénierie électrique en 1996. En 1998 il obtient son master à l'Université de Princeton, et en 2000 devient docteur en physique. À partir de 2005, il enseigne la physique au MIT. En 2008, grâce à ses travaux, il remporte le prix MacArthur.

## Travail
En 2007, Marin Soljačić et ses assistants ont réussi le premier transfert d'énergie sans fil et sans radiation sur une distance de 2 mètres : ils ont allumé une lampe de 60 watts avec un transfert d'énergie efficace à 40 %.